# Whitchurch, Shropshire

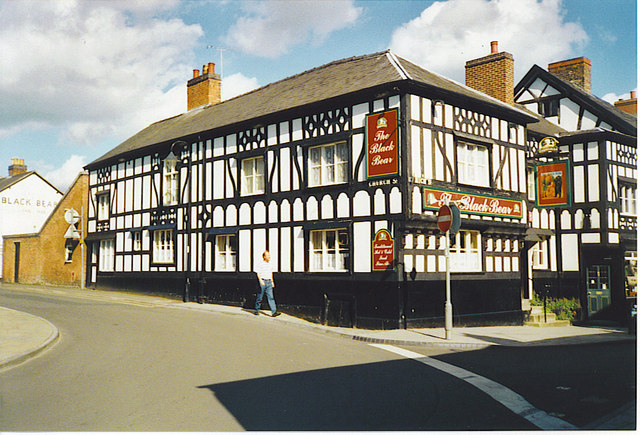
Un pub de Whitchurch se llama <<The Black Bear>> (El Oso Negro).

Whitchurch es una villa en el norte del condado inglés de Shropshire,  cerca del condado de Cheshire y el condado galés de Clwyd. En el censo de 2001 Whitchurch tuvo una población de 8.944, y en un estimación en 2016 hay actualmente una población de 9889 habitantes.
Whitchurch fue fundado por los romanos en 70. Llevaba el nombre de Mediolanum (latín: El Lugar en el Centro del Campo) porque está entre dos de sus pueblos: Deva (ahora Chester) y Viroconium (ahora Wroxeter). Es el lugar más viejo en Shropshire adonde hay habitantes ahora. 
El nombre actual es corto para White Church (inglés: Iglesia Blanca). La iglesia blanca fue normano y desde 1712 hay una iglesia de arenisca en su lugar. Whitchurch tiene el estatus de una villa desde 1284 y desde el siglo XIV hay un mercado cada viernes.
Henry Percy, un barón que rebeló contra el Rey Enrique IV de Inglaterra en 1403 en la Batalla de Shrewsbury, murió en la batalla y fue sepultado en Whitchurch. Había rumores que él estuvo viviendo, y por eso su cadáver fue cortado y los partes fueron transportados a los castillos de Shrewsbury y de York.
La empresa J.B. Joyce & Co. hace torres de reloj desde 1690. Unas de sus relojes están en Australia, China y la India.
Desde 1976 Whitchurch está hermanada con Neufchâtel-en-Bray, una villa en la región francesa de  Alta Normandía.